# CDBurnerXP
CDBurnerXP (dawniej CDBurnerXP Pro) – program służący do nagrywania danych na dyskach optycznych. Umożliwia tworzenie różnych kompilacji dyskowych oraz ich wypalanie na płytach CD, DVD i Blu-ray.
Obsługuje standardowe kompilacje z danymi oraz kompilacje Audio CD. Oprócz tego zawiera funkcje służące tworzeniu obrazów ISO, kopiowaniu dysków, wymazywaniu zawartości nośników i zgrywaniu muzyki z płyt. Możliwe jest także nagrywanie plików ISO i tworzenie płyt startowych (bootowalnych) z systemem operacyjnym. Obrazy BIN i NRG można konwertować do formatu ISO. Ponadto do dyspozycji użytkownika pozostawiono narzędzie do tworzenia okładek dla nośników.
Główne okno programu zawiera listę dostępnych funkcji, a każde z wymienionych zadań jest realizowane z poziomu oddzielnych okien. Okno programu przy tworzeniu płyt z danymi składa się z prostej przeglądarki plików, która prezentuje podstawowe informacje o plikach na dyskach komputera, umożliwia przeglądanie ich listy oraz przenoszenie wybranych plików do ostatecznej kompilacji (przy użyciu techniki „przeciągnij i upuść”). Dane do kompilacji można dodawać również bezpośrednio z okien Eksploratora Windows. Program oferuje możliwość weryfikacji poprawności danych na wypalonych płytach, przeprowadzenia dodatkowej symulacji nagrywania, a sam zapis danych wspomaga zabezpieczenie Burn-Proof.
Pierwsza wersja programu została udostępniona przez Stefana Haglunda 18 lutego 2003 roku, wówczas pod nazwą CDBurner XP Pro.
Wersja 4.0, wydana we wrześniu 2007, została napisana głównie w języku Visual Basic .NET. Program jest dostępny w wersjach 32- i 64-bitowej, a jego interfejs ma różne wersje językowe.